# IONIS School of Technology and Management
Die IONIS School of Technology and Management (kurz IONIS STM) ist eine private Wirtschaftshochschule in Le Kremlin-Bicêtre, Frankreich. Sie zählt zu den französischen Elitehochschulen. Die Hochschule wurde in Ivry-sur-Seine 2009 von IONIS Education Groupen gegründet. Die Unterrichtssprache ist teilweise Englisch und teilweise Französisch.

## Studiengänge
- IONIS STM Master of Business Administration in Management und Informationstechnologie;
- IONIS STM MBA in Management und Informatik;
- IONIS STM MBA in Management und Biotechnologie;
- IONIS STM MBA in Management und Energie.